# Morin khuur

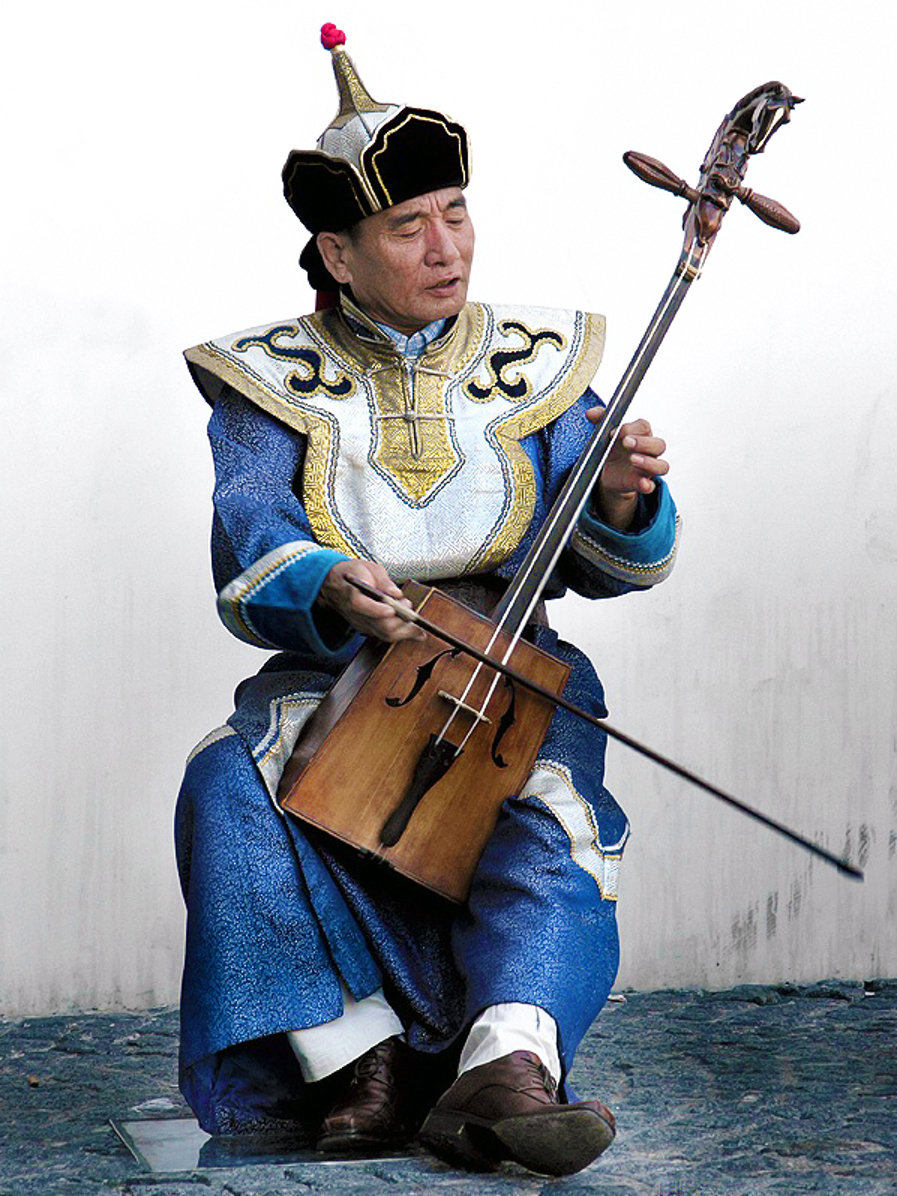
Morin khuur

El morin khuur (морин хуур) és un instrument de corda fregada. El seu nom el llengua mongola clàssica és morin-u toloɣai tai quɣur, que en mongol modern escrit en alfabet ciríl·lic és Морины толгойтой хуур i significa violí amb cap de cavall. En xinès és conegut com a matouqin (馬頭琴). Produeix un so que és poèticament descrit com a expansiu i no restringit com un cavall mongol salvatge renillant o com la brisa sobre l'herba dels prats. És l'instrument més importat dels mongols que el consideren un símbol de la seva nació.
Consisteix en una caixa de ressonància de fusta de forma trapezoïdal, amb dues cordes. Es subjecta en posició quasi vertical amb la caixa de ressonància entre les cames. Les cordes corren paral·leles i són fetes de pèl de cua de cavall; discorren per sobre d'un pont. El claviller, amb les dues clavilles, sempre té forma de cap de cavall.
L'arquet és fet amb crinera de cavall recoberta de resina de cedre i se sosté des de sota amb la mà dreta; aquesta posició permet que els dits puguin variar la tensió de les cerres, de manera que es controla el timbre de l'instrument (de manera semblant a com es fa amb la viola de gamba)
La més llarga de les dues cordes (la corda masculina) té 130 pèls de cua de cavall estaló i la femenina en té 105 d'euga. Tradicionalment, les cordes estaven afinades a distància de quinta, però recentment es tendeix a afinar-les per quartes.
En els casos en què es deixa una petita obertura al darrere de la caixa de ressonància, aquesta es cobreix amb pell de camell, ovella o cabra. A partir dels anys 1970 han aparegut caixes de ressonància amb obertures laterals com les del violí.
La seva forma varia segons les zones. A Mongòlia central tendeix a ser més gran i té més volum sonor que no pas a la Mongòlia interior. Els fets a la Xina tendeixen a tenir menys qualitat. A Tuva a vegades es toca en comptes de l'igi.
El morin khuur és considerat una Obra Mestra del Patrimoni Oral i Immaterial de la Humanitat de la UNESCO. Entre els xinesos, el matouqin és un dels diversos instruments de la família del huqin (o instruments estrangers) que inclou l'erhu.

## Origen
Una llegenda explica que un pastor anomenat Kuku Namjil rebé com a regal un cavall alat al qual muntava de nit per anar a veure la seva estimada. Una dona gelosa li tallà les ales i el cavall caigué del cel i morí. El pastor afligit, amb els ossos del cavall va fer un instrument amb el qual tocava melodies planyívoles.
Una altra llegenda n'atribueix l'origen a un noi de nom Sükhe (o Suho) al qual se li aparegué en somnis l'esperit del cavall blanc que havia tingut i que li donà instruccions sobre com construir l'instrument amb el seu cos de manera que poguessin romandre junts. En tots dos casos, doncs, el primer morin khuur s'hauria fet amb restes del cos d'un cavall.
La història xinesa fa derivar el matouqin del xiqin (奚琴), una família d'instruments trobats a la vall del riu Xar Moron, actualment a la Mongòlia interior. Originàriament s'associà al poble Xi. L'any 1105, durant la dinastia Song, l'instrument encara era descrit com a forà segons el tractat enciclopèdic sobre música Yuè Shū (樂書; literalment llibre de música) escrit pel teòric Chen Yang (陳暘). De totes maneres és obvi que el matouqin no és xinès ni de l'ètnia Xi, sinó mongol.
El fet que la majoria de pobles turquesos veïns del mongols tinguin instruments similars amb cap de cavall (com l'igi de Tuva, el kobyz dels kazakhs, o el Kyl kyyak dels kirguissos) apunten vers un origen no sols d'aquest instrument entre els pobles turquesos que un temps habitaren les estepes de Mongòlia i migraren vers el que avui és Tuva, Kazakhstan i Kirguizstan sinó, fins i tot, que tots els instruments de corda fregada utilitzats arreu del món haurien tingut un únic origen entre aquests pobles nòmades que tenien en el cavall un element fonamental de la seva cultura i que l'immortalitzaren en el cap de l'instrument, les seves cordes i el seu arc.